# Đường tỉnh 725
Tỉnh lộ 725 hay Đường tỉnh 725, viết tắt ĐT.725 hay TL.725 là đường tỉnh nối thành phố Đà Lạt với các huyện Đức Trọng, Lâm Hà, Di Linh, Bảo Lâm, Đạ Huoai, tỉnh Lâm Đồng, Việt Nam.

## Lộ trình
Đường tỉnh 725 có tổng chiều dài là 211,42 km được chia thành các phân đoạn:
- Đoạn qua huyện Lâm Hà – Đà Lạt: 65,53 km.
- Đoạn qua huyện Di Linh – Bảo Lâm – Đạ Tẻh: 122,5 km.
- Đoạn Liên Hung – Đầm Ròn (huyện Đam Rông): 23,39 km.

Tỉnh lộ 725 với tổng chiều dài 176,82 km. Điểm đầu tại Cổng phi trường Cam Ly, phường 5, thành phố Đà Lạt. Điểm cuối nối với Đường tỉnh 721 tại thị trấn Đạ Tẻh, huyện Đạ Huoai (ngã ba đường Phạm Ngọc Thạch – Đường 30/4).
Tỉnh lộ 725 được chia thành 11 phân đoạn sau:
1. Phân đoạn Km 0 – Km 3, dài 3 km: Từ đầu tuyến đến đầu đèo Tà Nung, đường loại III.
2. Phân đoạn: Km 3 – Km 11, dài 8 km: Từ đèo Tà Nung, đường loại IV.
3. Phân đoạn: Km 11 – Km 32+320, dài 21,32 km: Từ Tà Nung đến Nthôn Hạ, đường loại III.
4. Phân đoạn: Km 32+320 – Km 41+320, dài 9 km: Từ ngã ba Sơn Hà – thị trấn Đinh Văn đến ngã ba Tân Hà, đường loại III.
5. Phân đoạn: Km 41+320 – Km 54+120, dài 12,8 km: Từ tân Hà đến Tân Thanh, đường loại III.
6. Phân đoạn: Km 54+120 – Km 79+120, dài 25 km: Từ Tân Thanh đến Tân Lâm, đường cơ bản đã thông xe.
7. Phân đoạn: Km 079+120 – Km 101+420, dài 22,3 km: từ Tân Lâm đến Lộc Thắng, đường loại III.
8. Phân đoạn: Km 101+420 – Km 132+420, dài 31 km: Từ Lộc Thắng đến Lộc Bảo, đường loại III.
9. Phân đoạn: Km 132+420 – Km 134+420, dài 2 km: Từ Lộc Bảo đến Lộc Bắc, đường loại IV.
10. Phân đoạn: Km 134+420 – Km 166+420, dài 32 km: từ Lộc Bắc đến Con Ó, đường loại III.
11. Phân đoạn: Km 166+420 – Km 176+820, dài 10,4 km: từ Con Ó đến Đạ Tẻh, đường loại III.

Đoạn trong thị trấn Đạ Tẻh được đổi tên thành Đường 30/4 (bắt đầu tại ngã ba Phạm Ngọc Thạch đến ngã ba Hoài Nhơn (Quốc Oai).